# Corne au Taureau
La Corne au Taureau est un sommet des Préalpes françaises, en Haute-Savoie, situé dans le massif du Giffre, sur la commune de Samoëns. C'est le premier sommet à l'ouest des dents Blanches.

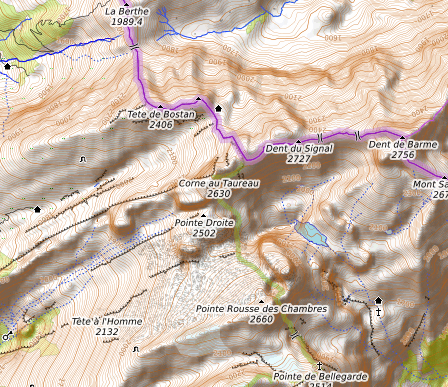
Carte topographique de la Corne au Taureau.